# نورمان أسعد
نورمان أسعد (22 يناير 1972 -)، ممثلة سورية.

## عن حياتها
ولدت في دمشق ويعود أصلها من «قرية بنجارو» محافظة اللاذقية، كانت بطلة مدرستها في الجمباز خلال المرحلة الابتدائية حصلت على الثانوية العامة ثم دخلت كلية الحقوق في جامعة دمشق وهي حاصلة على شهادة في الحقوق لكن لم تمارس المحاماة، بدأت مشوارها الفني في بداية تسعينات القرن العشرين عبر مشاركتها التلفزيونية بأدوار ثانوية عديدة لمعت خلال بعضها أولها في مسلسل قبض الريح مع الفنان خالد تاجا، وعلى الرغم من أن بدايتها كانت قوية إلا أن نجاحها الحقيقي وضعته عندما طرقت باب الأدوار البطولية في مسلسل «يوميات جميل وهناء» مع الفنان أيمن زيدان. توالت أعمالها وقدمت العديد من الأعمال الأخرى وتعتبر أول ممثلة سورية تقدم أدواراً استعراضية راقصة وذلك من خلال فوازير مين.. وين إلى جانب باسم ياخور وأيمن رضا. دخلت عالم الإنتاج فأسست شركة إنتاج خاصة بها تحمل اسم «نور آرت» أنتجت فيها مسلسل «ليل السرار»، وهو العمل الأول الذي يعتبر من إنتاجها وقامت ببطولته، عينت في 3 مارس 1998 كعضو في نقابة الفنانين السوريون، إلا أنها قدمت استقالتها لنقيب الفنانين السوريين صباح عبيد بعد زواجها.

## حياتها الخاصة
تزوجت للمرة الأولى من الفنان أيمن زيدان بعد الانتهاء من تصوير مسلسل «يوميات جميل وهناء» ، لكنهما انفصلا بالسرعة نفسها التي تم بها الزواج لأسباب لم تُعرف شاركا بعدها في بطولة مسلسل «ألو جميل ألو هناء»، تزوجا مرة أخرى بعد سنة واحدة من الإنفصال ودام الزواج ثلاث سنوات ولكنهما انفصلا في نهاية عام 2003 بعدما أنجبا ابنتهما الوحيدة «جودي» في يوليو 2003، تزوجت بعد ذلك من المخرج العراقي عدنان إبراهيم وكان زواجهما في عام 2004 وانفصلا عام 2006، وفي مطلع عام 2007 تداولت الصحافة خبر زواجها من رجل الأعمال الاماراتي «محمد الطاير» لكنه تبين فيما بعد بأنه شيخ الطريقة الكسنزانية الحالي العراقي نهرو محمد عبد الكريم الكسنزاني أنجبت منه أربعة أبناء، ابن إسمه «تيجان» وثلاثة بنات هن تاج، جينار وأصغرهن روجينا وقد أقامت معه منتقلة بين أمريكا والأردن حيث استقرت في العاصمة الأردنية عمان.

### الاعتزال
أعلنت اعتزالها العمل الفني في عام 2007 وذلك بعد زواجها الثالث، وآخر ظهور إعلامي لها كان في العام 2011 خلال إتصال أجرته مع تلفزيون الدنيا تحدثت فيه عن موقفها من الأزمة السورية إضافة لتكريمها كضيفة شرف خلال نفس العام بحفل خيري خاص أقامته الجمعية الخيرية البخارية في الأردن، احتفاءً بأمهات الأيتام في يوم الأم العالمي. أشيع بعد سنوات من اعتزالها خبر عودتها للفن ولكن مصادر مقربة من الممثلة المقيمة في عمّان أكدت أنها لن تعود عن قرار الاعتزال التي اتخذته خاصة وأنها نذرت حياتها لعائلتها وأولادها، ولو كانت تريد العودة لعادت منذ زمن طويل عندما عرض عليها أدوار مميزة فنياً ومادياً.
في 18 يوليو 2020 عادت للظهور من جديد من خلال فيديو نشر لها خلال وصولها لمكان إقامة عزاء والد زوجها محمد عبد الكريم الكسنزاني في العراق.

### نجاتها من حادث السير
في نهاية عام 1997 تعرضت لحادث سير حينما انقلبت سيارتها سبع مرات على طريق مدينة بانياس الساحلية أثناء توجهها لاستكمال تصوير مشاهدها في مسلسل «هوى بحري»، وبعد ثمانية أشهر في عام 1998 تعرضت لحادث سيارة ثاني لم تكن آثاره بأخف من إصابات الأول، إذ أخضعت لعملية جراحية تجميلية بإغلاق جرح كبير في الجبين والأنف أثناء تصويرها فوازير مين.. وين عادت بعدها خلال فترة النقاهة لإنهاء مشاهدها في مسلسل الطويبي خلال فترة لم تتجاوز الأسبوعين بسبب وضعها الصحي.

## أعمالها

### في السينما

لقطة من كواليس فوازير مين ووين

شعار المسلسل البوليسي قصص الغموض، وتظهر من اليمين نورمان أسعد وغسان مسعود

من مسلسل ذي قار، 2001

| سنة الإنتاج | الفيلم          | الشخصية |
| ----------- | --------------- | ------- |
| 1992        | رحلة 21         |         |
| 1998        | الرسالة الأخيرة | حورية   |
| 2001        | قمران وزيتونة   | أم عادل |
| 2008        | العشاق          | وفاء    |

### في التلفزيون
| سنة الإنتاج | اسم المسلسل                             | الشخصية             |
| ----------- | --------------------------------------- | ------------------- |
| 1991        | قبض الريح                               | رندة الحسن          |
| 1992        | السيرة العربية                          | شخصيات متعددة       |
| 1992        | البديل                                  | سمر                 |
| 1992        | الجوهرة - فيلم تلفزيوني                 | هادية               |
| 1993        | الجذور لا تموت                          | وفاء                |
| 1993        | جليلة - فيلم تلفزيوني                   | نورة                |
| 1993        | الجانب الآخر                            | سلمى                |
| 1994        | أهلي وأهلك - فيلم تلفزيوني              | حنان                |
| 1994        | الآباء والحصرم - ثلاثية                 | نهى                 |
| 1994        | الجوارح                                 | خولة                |
| 1995        | كان ياما كان الجزء الثاني               | وداد، شخصيات متعددة |
| 1995        | حوش المصاطب                             | سلّامة               |
| 1995        | قلعة الفخار                             | غالية               |
| 1996        | موعد مع الغروب                          | بدور                |
| 1996        | قانون الغاب                             | هدى                 |
| 1996        | الشجر لا ينبت على الحجر - فيلم تلفزيوني |                     |
| 1996        | كنا أصدقاء                              | منار                |
| 1996        | أحلام أبو الهنا                         | شخصيتها الحقيقية    |
| 1997        | تل الرماد                               | أم حسن              |
| 1997        | عيلة سبع نجوم                           | زهرة                |
| 1997        | هوى بحري                                | سلمى                |
| 1997        | يوميات جميل وهناء                       | هناء                |
| 1998        | مين .. وين - فوازير رمضان               | نورة                |
| 1998        | الطويبي                                 | حورية               |
| 1998        | النصابون                                | نجاة                |
| 1999        | جواد الليل                              | جميلة               |
| 1999        | نساء صغيرات                             | إيناس               |
| 2000        | قصص الغموض                              | الملازم أول ريما    |
| 2001        | القدر المحتوم                           | ديما                |
| 2001        | ذي قار                                  | هند بنت النعمان     |
| 2001        | ألو جميل ألو هناء                       | هناء                |
| 2002        | صورة - فيلم تلفزيوني                    | فاطمة               |
| 2002        | امرؤ القيس                              | هند                 |
| 2002        | هولاكو                                  | قوتوي               |
| 2003        | زمان الصمت                              | لينا                |
| 2004        | ليل السرار                              | وداد، ريتا          |
| 2004        | أحلام كبيرة                             | وفاء                |
| 2004        | عائد إلى حيفا                           | صفية                |
| 2005        | رجاها                                   | رجاها               |
| 2006        | أبناء الرشيد                            | عباسة بنت المهدي    |

كما إنها في عام 1999 شاركت بمسلسل «نداء المتوسط» للمخرج باسل الخطيب، إلا أن المسلسل أوقف تصويره بعد تصوير 15 حلقة.

### في المسرح
| سنة الإنتاج | المسرحية | تأليف       | إخراج         |
| ----------- | -------- | ----------- | ------------- |
| 1992        | الإغتصاب | جواد الأسدي | سعد الله ونوس |

## روابط خارجية
- نورمان أسعد على موقع قاعدة بيانات الأفلام العربية